# Schlitzenhausen
Schlitzenhausen ist ein Stadtteil von Tann (Rhön) im osthessischen Landkreis Fulda.

## Geographische
Der Ort befindet sich nördlich des Kernstadt Tann in unmittelbarer Nachbarschaft des Ortsteils Günthers.
Der Stadtteil ist über die B 278 erreichbar.
Siedlungsplätze innerhalb der Gemarkung:
- Sinswinden (Gehöftgruppe)[3]

## Geschichte

### Ortsgeschichte
Die älteste bekannte schriftliche Erwähnung von Schlitzenhausen erfolgte unter dem Namen Sletzenhusen (was sich wohl von „Haus des Slezo“ ableitet) im Jahr 1345.
Während der Herrschaft der Nationalsozialisten befand sich unterhalb des ursprünglichen Ortskerns ein Lager des Reichsarbeitsdienstes. Auf dieser Fläche entstand nach dem Zweiten Weltkrieg eine kleine Wohnsiedlung. Diese wird auch heute noch im Volksmund als "Das Lager" bezeichnet.
Noch bis 2021 stand hier die kleinste Grundschule des Landkreises Fulda.
Zum 1. August 1972 wurde die bis dahin selbständige Gemeinde im Zuge der Gebietsreform in Hessen kraft Landesgesetz in die Stadt Tann eingemeindet. Für Schlitzenhausen wurde, wie für alle Stadtteil von Tann, ein Ortsbezirk gebildet.

### Verwaltungsgeschichte im Überblick
Die folgende Liste zeigt die Staaten und Verwaltungseinheiten, denen Neuschwambach angehört(e):
- vor 1803: Heiliges Römisches Reich, Herrschaft der Freiherren von der Tann (Ritterkanton Rhön-Werra, Buchisches Quartier)
- 1803–1806: Heiliges Römisches Reich, Königreich Bayern, Herrschaft der Freiherren von der Tann[Anm. 2]
- 1806–1813: Großherzogtum Würzburg, Landgericht Hilders[Anm. 3]
- 1814–1832: Königreich Bayern, Herrschaftsgericht Tann
- 1832–1848: Königreich Bayern, Herrschaftskommissariat Tann
- 1848–1861: Königreich Bayern, Regierung Unterfranken und Aschaffenburg, Landgerichtsbezirk Hilders
- 1862–1866: Königreich Bayern, Regierungsbezirk Unterfranken, Bezirksamt Gersfeld[Anm. 4]
- ab 1867: Norddeutscher Bund, Königreich Preußen,[Anm. 5] Provinz Hessen-Nassau, Regierungsbezirk Kassel, Kreis Gersfeld
- ab 1871: Deutsches Reich,  Königreich Preußen, Provinz Hessen-Nassau, Regierungsbezirk Kassel, Kreis Gersfeld
- ab 1918: Deutsches Reich, Freistaat Preußen, Provinz Hessen-Nassau, Regierungsbezirk Kassel, Kreis Gersfeld
- ab 1932: Deutsches Reich, Freistaat Preußen, Provinz Hessen-Nassau, Regierungsbezirk Kassel, Landkreis Fulda
- ab 1944: Deutsches Reich, Freistaat Preußen, Provinz Kurhessen, Landkreis Fulda
- ab 1945: Deutsches Reich, Amerikanische Besatzungszone, Groß-Hessen, Regierungsbezirk Kassel, Landkreis Fulda
- ab 1946: Deutsches Reich, Amerikanische Besatzungszone, Hessen, Regierungsbezirk Kassel, Landkreis Fulda
- ab 1949: Bundesrepublik Deutschland, Hessen, Regierungsbezirk Kassel, Landkreis Fulda
- ab 1972: Bundesrepublik Deutschland, Hessen, Regierungsbezirk Kassel, Landkreis Fulda, Stadt Tann (Rhön)

## Bevölkerung

### Einwohnerstruktur 2011
Nach den Erhebungen des Zensus 2011 lebten am Stichtag dem 9. Mai 2011 in Schlitzenhausen 258 Einwohner. Darunter waren 6 (2,3 %) Ausländer.
Nach dem Lebensalter waren 45 Einwohner unter 18 Jahren, 102 waren zwischen 18 und 49, 57 zwischen 50 und 64 und 48 Einwohner waren älter.
Die Einwohner lebten in 96 Haushalten. Davon waren 21 Singlehaushalte, 21 Paare ohne Kinder und 42 Paare mit Kindern, sowie 9 Alleinerziehende und 3 Wohngemeinschaften. In 15 Haushalten lebten ausschließlich Senioren und in 57 Haushaltungen leben keine Senioren.

### Einwohnerentwicklung
| Schlitzenhausen: Einwohnerzahlen von 1834 bis 2021 | Schlitzenhausen: Einwohnerzahlen von 1834 bis 2021 | Schlitzenhausen: Einwohnerzahlen von 1834 bis 2021 | Schlitzenhausen: Einwohnerzahlen von 1834 bis 2021 | Schlitzenhausen: Einwohnerzahlen von 1834 bis 2021 |
| --- | -------------------------------------------------- | -------------------------------------------------- | -------------------------------------------------- | -------------------------------------------------- |
| Jahr |                                                    |                                                    |                                                    | Einwohner                                          |
| 1834 | 1834                                               |                                                    | 211                                                | 211                                                |
| 1840 | 1840                                               |                                                    | 213                                                | 213                                                |
| 1846 | 1846                                               |                                                    | 205                                                | 205                                                |
| 1852 | 1852                                               |                                                    | 196                                                | 196                                                |
| 1858 | 1858                                               |                                                    | 204                                                | 204                                                |
| 1864 | 1864                                               |                                                    | 215                                                | 215                                                |
| 1871 | 1871                                               |                                                    | 230                                                | 230                                                |
| 1875 | 1875                                               |                                                    | 217                                                | 217                                                |
| 1885 | 1885                                               |                                                    | 202                                                | 202                                                |
| 1895 | 1895                                               |                                                    | 220                                                | 220                                                |
| 1905 | 1905                                               |                                                    | 220                                                | 220                                                |
| 1910 | 1910                                               |                                                    | 255                                                | 255                                                |
| 1925 | 1925                                               |                                                    | 248                                                | 248                                                |
| 1939 | 1939                                               |                                                    | 451                                                | 451                                                |
| 1946 | 1946                                               |                                                    | 383                                                | 383                                                |
| 1950 | 1950                                               |                                                    | 382                                                | 382                                                |
| 1956 | 1956                                               |                                                    | 343                                                | 343                                                |
| 1961 | 1961                                               |                                                    | 325                                                | 325                                                |
| 1967 | 1967                                               |                                                    | 300                                                | 300                                                |
| 1970 | 1970                                               |                                                    | 307                                                | 307                                                |
| 1980 | 1980                                               |                                                    | ?                                                  | ?                                                  |
| 1990 | 1990                                               |                                                    | ?                                                  | ?                                                  |
| 2000 | 2000                                               |                                                    | ?                                                  | ?                                                  |
| 2011 | 2011                                               |                                                    | 258                                                | 258                                                |
| 2021 | 2021                                               |                                                    | 271                                                | 271                                                |
| Datenquelle: Historisches Gemeindeverzeichnis für Hessen: Die Bevölkerung der Gemeinden 1834 bis 1967. Wiesbaden: Hessisches Statistisches Landesamt, 1968. Weitere Quellen: LAGIS; Stadt Tann (Rhön); Zensus 2011 |                                                    |                                                    |                                                    |                                                    |

### Historische Religionszugehörigkeit
| • 1885: | 202 evangelische (= 100 %) Einwohner                              |
| • 1961: | 307 evangelische (= 94,46 %), 16 katholische (= 4,92 %) Einwohner |

## Religion
Schlitzenhausen ist seit der Einführung der Reformation durch Reichsritter Eberhard von der Tann in den 1530er Jahren evangelisch.

## Politik
Für Schlitzenhausen besteht ein Ortsbezirk (Gebiete der ehemaligen Gemeinde Schlitzenhausen) mit Ortsbeirat und Ortsvorsteher nach der Hessischen Gemeindeordnung. Der Ortsbeirat besteht aus fünf Mitgliedern. Bei den Kommunalwahlen in Hessen 2021 betrug die Wahlbeteiligung zum Ortsbeirat 57,14 %. Alle Kandidaten gehörten der „Bürgerliste Schlitzenhausen“ an. Der Ortsbeirat wählte Gerhard Skoruppa zum Ortsvorsteher.

## Wirtschaft und Infrastruktur
Schlitzenhausen ist weitgehend landwirtschaftlich geprägt. Zu den wichtigsten Einrichtungen gehören ein evangelischer Kindergarten, die Regenbogen-Grundschule, das Dorfgemeinschaftshaus, eine Gaststätte, sowie die Freiwillige Feuerwehr Schlitzenhausen e. V.